# Night Driver
Night Driver ist ein Arcade-Spiel, das 1976 von Atari entwickelt und zunächst von Micronetics, Inc. vermarktet wurde. Es gilt als erste 3D-Rennsimulation unter den Videospielen.

## Beschreibung
Der Spieler steuert ein Auto aus etwas erhöhter Sicht (eher einen LKW). Der Bildschirm ist schwarz. Als Straßenbegrenzung sind links und rechts weiße Balken zu sehen. Es gibt Kurven, gegnerische Autofahrer und im späteren Verlauf einfache Objekte, wie Häuser und Bäume. Die Objekte waren allerdings nur in den Portierungen vorhanden.
In der Arcade-Version ist am unteren Bildschirmrand ein orangefarbenes Auto zu sehen, welches das Spielerfahrzeug darstellt. Es wird nicht auf dem Bildschirm erzeugt, sondern ist lediglich eine aufgeklebte Plastikscheibe. Daher erscheint es auch in Emulationen nicht.

## Vorgänger und ähnliche Spiele der Zeit
Die erste Videospiel-Rennsimulation war Gran Trak 10 (Atari, 1974), allerdings in der Draufsicht.
Ein fast identisches Spiel war Night Racer (1976, ebenfalls von Micronetics), das auf dem deutschen Spiel Nürburgring 1 basiert, Nürburgring 1 war auch elektronisch, jedoch im Gegensatz zu Night Racer mit analogen Schaltkreisen.

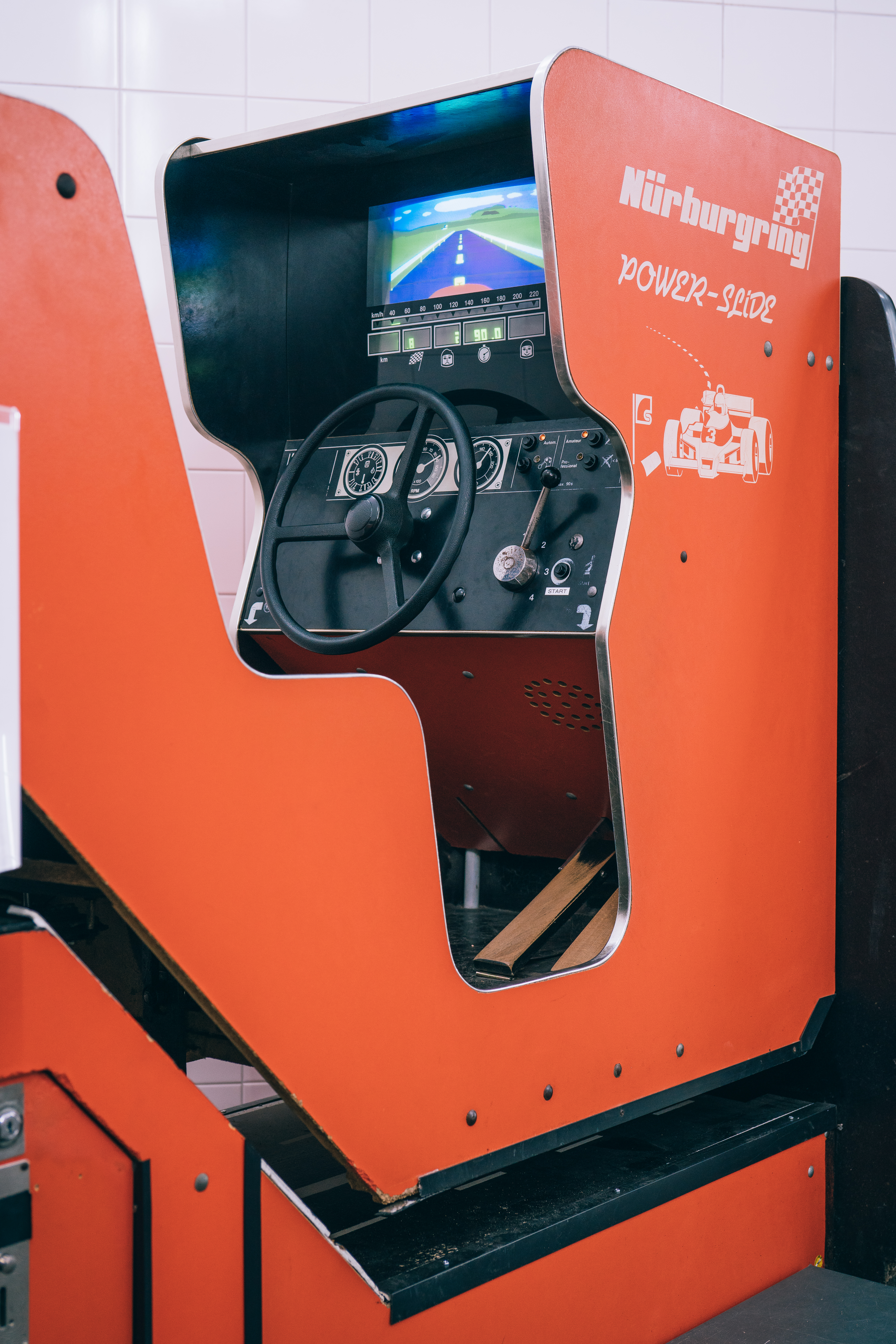
Nürburgring

Nürburgring 1 wurde von Reiner Foerst bereits zuvor entwickelt und die erste Hardware in Deutschland am 13. Mai 1975 zum Patent angemeldet.
Ein weiteres, späteres Patent aus dem Jahre 1977 erlaubt die Darstellung von gegnerischen Fahrzeugen und zeigt eine Zeichnung des Bildschirms. Allerdings existierte ein Fahrsimulator von Volkswagen, der zwischen 1971 und 1974 geschätzt wird.
Trotzdem gilt Night Driver allgemein als erste Videospiel-Rennsimulation.
1976 gab es F-1, eine elektromechanische 3D-Rennsimulation von Atari/Namco. Das Bild wurde auf einen Schirm projiziert.
Zuvor gab es weitere mechanische und elektromechanische Rennspiele, die jedoch anstelle eines Monitors meist echte kleine Fahrzeugmodelle enthielten, die über eine Stange direkt mit dem Lenkrad verbunden waren.
Für weitere Meilensteine siehe Rennsimulation.

## Nachfolger
Es gab ähnliche Spiele, wie Midnight Racer und Datsun 280 ZZZAP, sowie Vektor-Spiele.
Der nächste Quantensprung kam 1982 mit Pole Position.

## Portierungen
- Atari 2600, portiert von Rob Fulop
- VC 20
- Apple II
- Commodore 64
- Commodore Max, als Road Race

## Infos
Das Spiel hieß bei Portierungen auch Nite Driver. Es war nicht das erste Spiel mit einer Sit-In-Version zum Hineinsetzen. Auch ist es nicht das erste Spiel, das mit einem Lenkrad gesteuert wurde.
Es ist zu sehen im Film Zombie (Dawn of the Dead 1978).